# Michael Rohrschneider
Michael Rohrschneider (* 11. Oktober 1966 in Wesseling) ist ein deutscher Neuzeithistoriker.

## Leben
Rohrschneider studierte als Stipendiat der Studienstiftung des deutschen Volkes von 1988 bis 1993 Mittelalterliche und Neuere Geschichte, Neuere deutsche Literatur und Politikwissenschaft an der Rheinischen Friedrich-Wilhelms-Universität Bonn. 1997 wurde er mit der Dissertation Johann Georg II. von Anhalt-Dessau (1627–1693). Eine politische Biographie zum Dr. phil. promoviert. Danach war er tätig im Rahmen der Acta Pacis Westphalicae. 2005 habilitierte er sich mit einem DFG-Stipendium an der Universität zu Köln (Thema: Der gescheiterte Frieden von Münster. Spaniens Ringen mit Frankreich auf dem Westfälischen Friedenskongress (1643–1649)). Die Arbeit wurde von Johannes Kunisch begleitet. 2008 war er Forschungsstipendiat der Herzog August Bibliothek in Wolfenbüttel.
Im Jahr 2009 war er Lehrstuhlvertreter an der Universität Bayreuth. Von 2009 bis 2013 war er in ein Drittmittelprojekt an der Universität Salzburg eingebunden. 2011 wurde er außerplanmäßiger Professor. 2013 war er Stipendiat der Bühler-Stiftung-Berlin zur Nutzung der Gerhard-Knoll-Forschungsbibliothek der Stiftung Preußische Schlösser und Gärten Berlin-Brandenburg. Von 2013 bis 2016 war er wissenschaftlicher Mitarbeiter am Lehrstuhl für Geschichte der Frühen Neuzeit am Historischen Institut der Universität zu Köln. Im Sommersemester 2016 hatte er eine Lehrstuhlvertretung an der Universität Bonn. Ebenfalls 2016 nahm er einen Ruf an die Bonner Universität auf die W3-Professur für Geschichte der Frühen Neuzeit und Rheinische Landesgeschichte an und wurde am 7. Oktober 2016 zum W3-Universitätsprofessor ernannt.
Rohrschneider leitet das Zentrum für Historische Friedensforschung der Universität Bonn und die dort angesiedelte historisch-kritische Quellenedition Acta Pacis Westphalicae. Er ist Mitglied unter anderem der Historischen Kommission bei der Bayerischen Akademie der Wissenschaften, der Gesellschaft für Rheinische Geschichtskunde, des Vereins für geschichtliche Landeskunde der Rheinlande, des Historischen Vereins für den Niederrhein und des Vereins für Anhaltische Landeskunde. Er ist Herausgeber der Schriftenreihe zur Neueren Geschichte und Mitherausgeber der Schriftenreihen Rheinisches Archiv und Bonner Schriften zur Universitäts- und Wissenschaftsgeschichte sowie der Zeitschrift Rheinische Vierteljahrsblätter.

## Schriften (Auswahl)
Monographien
- Johann Georg II. von Anhalt-Dessau (1627–1693). Eine politische Biographie (= Quellen und Forschungen zur brandenburgischen und preußischen Geschichte. Bd. 16). Duncker & Humblot, Berlin 1998, ISBN 3-428-09497-2.
- Der gescheiterte Frieden von Münster. Spaniens Ringen mit Frankreich auf dem Westfälischen Friedenskongress (1643–1649) (= Schriftenreihe der Vereinigung zur Erforschung der Neueren Geschichte. Bd. 30). Aschendorff, Münster 2007, ISBN 978-3-402-05681-3.
- Österreich und der Immerwährende Reichstag. Studien zur Klientelpolitik und Parteibildung (1745–1763) (= Schriftenreihe der Historischen Kommission bei der Bayerischen Akademie der Wissenschaften. Bd. 89). Vandenhoeck & Ruprecht, Göttingen 2014, ISBN 978-3-525-36079-8.
- Der Große Kurfürst Friedrich Wilhelm von Brandenburg (1620–1688). Studien zu einem frühneuzeitlichen Mehrfachherrscher (= Historische Forschungen. Bd. 119). Duncker & Humblot, Berlin 2019, ISBN 978-3-428-15343-5.

Herausgeberschaften
- mit Jürgen Frölich und Esther-Beate Körber: Preußen und Preußentum vom 17. Jahrhundert bis zur Gegenwart. Beiträge des Kolloquiums aus Anlaß des 65. Geburtstages von Ernst Opgenoorth am 12.2.2001, Berlin 2002.
- mit Michael Kaiser: Membra unius capitis. Studien zu Herrschaftsauffassungen und Regierungspraxis in Kurbrandenburg (1640–1688) (= Forschungen zur Brandenburgischen und Preußischen Geschichte. Neue Folge, Beiheft 7), Berlin 2005.
- mit Arno Strohmeyer: Wahrnehmungen des Fremden. Differenzerfahrungen von Diplomaten im 16. und 17. Jahrhundert (= Schriftenreihe der Vereinigung zur Erforschung der Neueren Geschichte. Bd. 31). Aschendorff, Münster 2007, ISBN 978-3-402-05682-0.
- mit Christoph Kampmann, Maximilian Lanzinner und Guido Braun: L'art de la paix. Kongresswesen und Friedensstiftung im Zeitalter des Westfälischen Friedens (= Schriftenreihe der Vereinigung zur Erforschung der Neueren Geschichte e. V., Bd. 34), Münster 2011.
- Der Immerwährende Reichstag im 18. Jahrhundert. Bilanz, Neuansätze und Perspektiven der Forschung. Redaktion: Michael Kaiser unter Mitarbeit von Florian Schönfuß und Julia Rosenfeld (= zeitenblicke 11, 2012, Nr. 2), URL: https://www.zeitenblicke.de/2012/2.
- mit Gudrun Gersmann und Friedrich Jaeger: Virtuosen der Öffentlichkeit? Friedrich von Gentz (1764–1832) im globalen intellektuellen Kontext seiner Zeit. doi:10.18716/map/00002, URL: http://gentz.mapublishing-focus.uni-koeln.de/editorial/.
- mit Anuschka Tischer: Dynamik durch Gewalt? Der Dreißigjährige Krieg (1618–1648) als Faktor der Wandlungsprozesse des 17. Jahrhunderts (= Schriftenreihe zur Neueren Geschichte. Bd. 38, Neue Folge 1), Münster 2018.
- Frühneuzeitliche Friedensstiftung in landesgeschichtlicher Perspektive. Unter redaktioneller Mitarbeit von Leonard Dorn (= Rheinisches Archiv, Bd. 160), Wien/Köln/Weimar 2020.
- mit Michael Kaiser und Jürgen Luh: Machtmensch – Familienmensch. Kurfürst Friedrich Wilhelm von Brandenburg (1620–1688). Redaktionelle Mitarbeit: Jonas Bechtold. Bildredaktion: Jessica Korschanowski, Münster 2020.
- mit Irene Dingel, Inken Schmidt-Voges, Siegrid Westphal und Joachim Whaley: Handbuch Frieden im Europa der Frühen Neuzeit/Handbook of Peace in Early Modern Europe. Redaktion/Editorial Manager: Volker Arnke (= Reference), Berlin/Boston 2021.
- mit Alheydis Plassmann und Andrea Stieldorf: Herrschaftsnorm und Herrschaftspraxis im Kurfürstentum Köln im Mittelalter und in der Frühen Neuzeit (= Studien zu Macht und Herrschaft, Bd. 11), Göttingen 2021.
- mit Peter Geiss und Peter Arnold Heuser: Christen und Muslime in Mittelalter und Frühneuzeit. Ein Schlüsselthema des Geschichtsunterricht im transepochalen Fokus (= Wissenschaft und Lehrerbildung, Bd. 7), Göttingen 2022.